# Ace Lightning
Ace Lightning est une série télévisée d'animation hybride britanno-canadienne en 39 épisodes de 23 minutes et diffusée entre le 4 septembre 2002 et le 14 décembre 2004 sur la BBC.
En France, la série a été diffusée sur France 2 et Disney Channel. 

## Synopsis
La série suit la vie d'un adolescent britannique, Mark Hollander, qui vient d'emménager dans la ville américaine de Conestoga Hills avec ses parents. Une nuit de tempête, Mark joue à son jeu vidéo favori, Ace Lightning and the Carnival of Doom. Il met en scène un super-héros, Ace Lightning, à la recherche des morceaux de l'amulette magique de Zoar et combattant Lord Fear, seigneur du Carnival of Doom. Un éclair frappe le toit de la maison de Mark et les personnages du jeu vidéo prennent vie.
Ace engage alors Mark pour l'aider à remplir les objectifs du jeu dans le monde réel.

## Réalisation
La série mélange prises de vue réelles (mettant en scène les aventures de Mark) et personnages 3D du monde d'Ace Lightning and the Carnival of Doom.

## Distribution
- Thomas Wansey (en) : Mark Hollander
- Marc Minardi (en) : Chuck Mugel
- Shadia Simmons : Samantha Thompson (principale saison 1, invitée saison 2)
- Ashley Leggat : Kat Adams (saison 2)

## Adaptation
La série, affinitaire avec le sujet, a été adapté en jeu vidéo sous le titre Ace Lightning. Il s'agit d'un jeu d'action édité par BBC Multimedia, sorti à partir de 2002 sur Windows, PlayStation 2 et Game Boy Advance.